# 김기도
김기도(1945년 6월 30일 ~ )는 아나운서로 활동한 적이 있었으며 현재는 교수로 활동하고 있다.

## 학력
- 1954년 : 삼천포초등학교
- 1957년 : 경남중학교
- ~ 1963년 : 경남고등학교
- 1963년 ~ 1967년 : 연세대학교 정치외교학과 학사
- 1971년 ~ 1975년 : 서울대학교 신문대학원 석사과정 수료
- 1989년 ~ 1991년 : 한양대학교 행정대학원 정치광고 석사

## 경력
- MBC 정치부장
- MBC 앵커
- 1983년 ~ 1988년 : 청와대 방송담당 공보비서관
- 1992년 ~ 1996년 : 제14대 국회의원
- 1993년 ~ 1995년 : 국회 문공위원회 간사위원
- 1996년 9월 : 경찰대학 초빙교수
- 2002년 ~ 2004년 : 제6대 한국방송기자클럽 회장
- 2007년 9월 ~ 2009년 2월 : 나사렛대학교 강사
- 2009년 3월 ~ 2011년 2월 : 나사렛대학교 대우교수
- 2016년 3월 ~ 2017년 11월 : 방송콘텐츠진흥재단 이사장
- 대한민국 헌정회 회원
- 대한민국헌정회 정책연구위원회 정책실장
- 2023년 4월 대한민국헌정회 이사

## 방송 프로그램
- MBC 《MBC 뉴스데스크》 (1970년대)

## 역대 선거 결과
| 실시년도 | 선거   | 대수 | 직책     | 선거구               | 정당       | 득표수   | 득표율          | 순위 | 당락 | 비고 |
| -------- | ------ | ---- | -------- | -------------------- | ---------- | -------- | --------------- | ---- | ---- | ---- |
| 1992년   | 총선   | 14대 | 국회의원 | 경남 삼천포시·사천군 | 민주자유당 | 30,671표 | \| \| 48.43% \| | 1위  |      | 초선 |
|          | 48.43% |      |          |                      |            |          |                 |      |      |      |